# Grotta di Petralona
La Grotta di Petralona (in greco : Σπήλαιο Πετραλώνων ), detta anche Grotta delle pietre rosse (in greco : Σπήλαιο "Κόκκινες Πέτρες" ), è una formazione carsica che si trova a 300 m sul livello occidentale del monte Katsika, a poco più di 1 km dal villaggio di Petralona, circa 35 km a sud-est della città di Salonicco, sulla penisola Calcidica. 

## La scoperta
La grotta fu scoperta casualmente nel 1959 da Fillipos Chatzaridis, un pastore locale che cercava una sorgente. Nel suo tentativo di trovare una fonte d'acqua, trovò una piccola fenditura sulle pendici del Monte Katsika. Due uomini scesero nella cavità e in seguito descrissero un gran numero di camere e corridoi, per un totale di 8-10 metri di altezza con formazioni ricche e belle di speleotemi (stalattiti e stalagmiti).
Il sito divenne di dominio pubblico quando nel 1960 fu trovato un teschio di ominide fossilizzato, catalogato come Petralona 1. Nella grotta sono presenti imponenti formazioni di stalattiti e stalagmiti e con una grande quantità di fossili, la grotta attirò presto geologi e paleontologi. Dopo decenni di scavi la grotta è stata aperta al pubblico e il lavoro scientifico è documentato e presentato in un museo archeologico adiacente.
Il cranio umano è l'esemplare fossile più importante ritrovato nella caverna, da allora noto tra i paleoantropologi come il "Teschio di Petralona".

## Descrizione
La grotta si è sviluppata durante il periodo mesozoico (giurassico), i suoi sedimenti sono divisi in diversi livelli stratigrafici. Le formazioni rocciose assomigliano a cactus giganti, perle rosa, robuste colonne o tende delicate, e in diversi punti gli stagni d'acqua sono alimentati da materiale di stalattite. Coprono un'area di 10.400 m2, la lunghezza dei corridoi è di circa 2.000 m e la temperatura durante tutto l'anno rimane stabile a 17 °C (± 1 °C). La prima ricerca del 1959 fu intrapresa dallo speleologo greco Ioannis Petrocheilos. Ha trovato numerose ossa di animali, molte delle quali ricoperte di corallo grotta.
Il Museo antropologico di Petralona espone una selezione degli oggetti che sono stati trovati nella grotta.